# Кизи (Горња Савоја)
Кизи (фр. Cusy) насеље је и општина у источној Француској у региону Рона-Алпи, у департману Горња Савоја која припада префектури Анси.
По подацима из 2011. године у општини је живело 1783 становника, а густина насељености је износила 102,29 становника/km². Општина се простире на површини од 17,43 km². Налази се на средњој надморској висини од 550 метара (максималној 1.365 m, а минималној 420 m).

## Демографија
| 1962. | 1968. | 1975. | 1982. | 1990. | 1999. | 2011. |
| ----- | ----- | ----- | ----- | ----- | ----- | ----- |
| 739   | 749   | 726   | 817   | 969   | 1.270 | 1.783 |

График промене броја становника у току последњих година